# ستيريون شاحب
ستيريون شاحب (الاسم العلمي:Satyrium pallens) هو نوع من النباتات يتبع جنس الستيريون من الفصيلة السحلبية.